# Эслинген (район)
Эслинген (нем. Esslingen) — район в Германии. Административный центр района — город Эслинген-ам-Неккар. Район входит в землю Баден-Вюртемберг. Подчинён административному округу Штутгарт. Занимает площадь 641,49 км². Население — 524 127 чел. 31.12.2015  Плотность населения — 805,59 чел./км². Региональный шифр района — 08 116.

## Административное устройство
Район подразделяется на 44 общины.

### Города
1. Айхталь (9771)
2. Вайльхайм-ан-дер-Текк (9670)
3. Вендлинген-ам-Неккар (15 711)
4. Вернау (12 388)
5. Кирххайм-унтер-Текк (39 970)
6. Лайнфельден-Эхтердинген (37 035)
7. Нойффен (6231)
8. Нюртинген (40 486)
9. Овен (3495)
10. Остфильдерн (36 327)
11. Плохинген (14 319)
12. Фильдерштадт (43 717)
13. Эслинген-ам-Неккар (92 091)

### Общины
1. Айхвальд (7744)
2. Альтбах (5740)
3. Альтдорф (1462)
4. Альтенрит (1855)
5. Бальтманнсвайлер (5552)
6. Бемпфлинген (3363)
7. Биссинген-ан-дер-Текк (3659)
8. Бойрен (3401)
9. Вольфшлуген (6264)
10. Гросбетлинген (4103)
11. Дайцизау (6552)
12. Денкендорф (10 529)
13. Деттинген-унтер-Тек (5642)
14. Кёнген (9681)
15. Кольберг (2321)
16. Леннинген (8572)
17. Лихтенвальд (2508)
18. Неккартайльфинген (3889)
19. Неккартенцлинген (6370)
20. Найдлинген (1908)
21. Нойхаузен-ауф-ден-Фильдерн (11 463)
22. Нотцинген (3494)
23. Обербойхинген (5385)
24. Омден (1714)
25. Райхенбах-ан-дер-Фильс (8029)
26. Унтерензинген (4515)
27. Фриккенхаузен (8847)
28. Хольцмаден (2145)
29. Хохдорф (4690)
30. Шлайтдорф (1709)
31. Эркенбрехтсвайлер (2133)